# Knutte Hedström
Anders Knut "Knutte" Hedström, född 31 juli 1916 i Los församling i Gävleborgs län, död 8 april 2009 i Gällivare, var en svensk fjällflygare som 1961 grundade företaget Fjällflyg AB, vilket vid 1960-talets slut fick sitt nuvarande namn Norrlandsflyg AB. Hedström stod även bakom en egenutvecklad ambulanshelikopter, för vilken han tilldelats prestigefyllda pris.

## Biografi
Hedström föddes i Nävråsvallen, Hälsingland och växte upp under fattiga förhållanden. Han började som skogshuggare och lastbilsförare och deltog som lastbilsförare i den så kallade Petsamotrafiken under beredskapspåren. Hedström blev känd för att han spanade efter vargar från flygplan för att därefter kunna jaga dessa och kunde på så sätt få ihop medel för trafikflygarutbildning. I Norrlandsflyg har han utfört mycket omfattande flygningar med turister till fjällvärlden och otaliga ambulansflygningar med både sjöflygplan och helikopter. Hans företag har under långa tider haft flyguppdrag för Vattenfall, Rikspolisstyrelsen och landstingen i Norrland.
Han var gift med Monica Hedström.